# 高橋利夫
高橋 利夫（たかはし としお）は、日本の実業家。新潟県出身。第一三共ヘルスケア元代表取締役社長。日本OTC医薬品協会元副会長。日本漢方生薬製剤協会元副会長。

## 人物・経歴
新潟県出身。1971年、上智大学文学部卒業。同年、第一製薬（現・第一三共）に入社。2005年、同社執行役員コーポレートコミュニケーション部長に就任。2008年、同社執行役員コーポレートコミュニケーション関連担当。2009年、第一三共ヘルスケア代表取締役社長に就任。同社において、国際営業部門や広報部門を永らく歴任。また、日本OTC医薬品協会副会長や日本漢方生薬製剤協会副会長等を歴任。